# آبشار بارکانا
آبشار بارکانا (به انگلیسی: Barkana Falls) آبشاری است که در کارناتاکا، هند واقع شده و ارتفاع کلی ریزشگاه آن ۸۵۰ پا /۲۵۹ متر است.